# Ochrostigma querna
Ochrostigma querna is een vlinder uit de familie van de tandvlinders (Notodontidae). De wetenschappelijke naam van de soort is voor het eerst geldig gepubliceerd in 1775 door Denis & Schiffermüller.